# گونگ‌گونگ

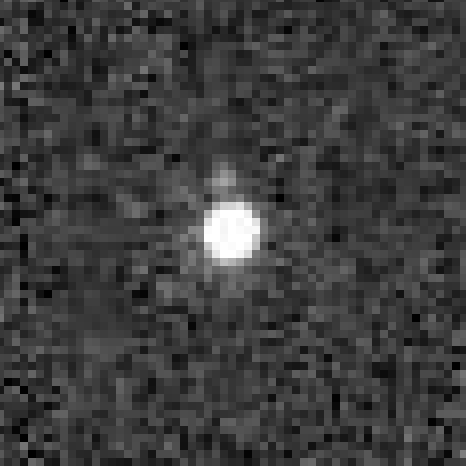
سیارک ۲۲۵۰۸۸

سیارک ۲۲۵۰۸۸ یا (۲۵۵۰۸۸) گونگ‌گونگ (به انگلیسی: Gonggong) (نماد: ) یک جسم فرانپتونی بسیار بزرگ و بزرگ‌ترین جسم بدون نام در منظومهٔ خورشیدی است و برآورد شده است که اندازهٔ آن باید میان اندازهٔ هائومیا و سیارک ۵۰۰۰۰ باشد و احتمالاً یک سیارهٔ کوتوله است. این سیارک در ۱۷ ژوئیهٔ ۲۰۰۷ توسط مایکل براون، چد تروهیو و دیوید رابینوویتز کشف‌شد.